# Veganská studia
Veganská studia jsou novým, rozvíjejícím se oborem humanitních a společenských věd, který zkoumá veganství jako identitu a ideologii, jeho zobrazování v literatuře, umění, populární kultuře a médiích. V užším smyslu používání termínu jde o zavedení veganství jako „způsobu myšlení a psaní“, „prostředku kritiky“, a o „nový způsob zkoumání pro ekokritickou textovou analýzu“. Veganská studia se snaží o pochopení fenoménu veganství, od jeho prvních projevů až do současnosti, a zkoumají jej z hlediska morálního, antropologického, sociálního, psychologického a teologického. Veganská studia úzce souvisí s kritickými zvířecími studiemi. Termín veganská studia zdůrazňuje opozici, kterou tvoří veganství vůči ideologiím, které legitimizují útlak, ale také způsoby, jakými je marginalizováno a překrucováno samo veganství například médii.
Ve spolupráci s dalšími disciplínami akademici zkoumají otázky týkající se komodifikace zvířat, karnismu, veganství a ekofeminismu, veganství a rasy, variant veganství, či efektu využívání zvířat v zemědělství a průmyslu na změnu klimatu. Vzhledem k tomu, že se jedná o obor nový, dosud jsou jeho parametry nejasné. Veganská studia mohou být informována oborem animal studies, kritickou teorií rasy, environmentálními studiemi a ekokritikou, feministickou teorií, postkolonialismem, posthumanismem, queer teorií atd. Veganská studia používají řadu empirických i neempirických výzkumných metod.

## Rozvoj

### Veganství
Britská veganská společnost vznikla roku 1944 oddělením od britské Vegetariánské společnosti. Zakládajícími členy byla skupina šesti lidí v čele s Donaldem Watsonem, kteří vytvořili slovo vegan morfologickým useknutím slova vegetable nebo vegetarian (do té doby se pro vegany používaly výrazy jako non-dairy, non-lacto, non-ovo vegetarian apod.). V následujících letech pomohl veganské hnutí zformovat Leslie Cross. První článek o právech zvířat, The Rights of Animals (autorkou byla Brigid Brophy) však vyšel až roku 1965 v Londýně. Ke konci roku 1969 se začala formovat Oxfordská skupina, což byla skupina akademiků, kteří položili teoretické základy pro práva zvířat. Patřili mezi ně Richard D. Ryder, který zavedl termín speciesismus, Peter Singer a jeho Osvobození zvířat (1975), Tom Regan a jeho The Case for Animal Rights (1983) a další. To pomohlo vyvolat tzv. obrat ke zvířeti ve společenských vědách a postupně vznikaly nové obory jako jsou animal studies (zvířecí studia) a critical animal studies (kritická zvířecí studia). Současně se začalo měnit paradigma našeho pohledu na vztahy lidí a ostatních zvířat.

### Vstup do akademie
V 90. letech a v prvním desetiletí 21. století vedlo několik prací k rozvoji veganských studií. Za jednu ze zakládajících prací je považována The Sexual Politics of Meat: Feminist-Vegetarian Critical Theory (Sexuální politika masa: Feministická-vegetariánská kritická teorie) od Carol J. Adamsové z roku 1990, která přímo spojila vegetariánství s feminismem. Podle Adamsové je "zabíjení zvířat kvůli jídlu feministickým problémem, který feminismus zapomněl řešit". Mezi další práce, které ovlivnily veganská studia, patří Meat: Natural Symbol od Nicka Fiddese z roku 1992, Heretic's Feast Colina Spencera z roku 1996, The Bloodless Revolution Tristrama Stuarta z roku 2006 a Sins of the Flesh od Roda Preece z roku 2008.
V prosinci 2013 vyšel v žurnálu PhaenEx článek Evy Giraudové, který zkoumal vztah veganství k animal studies, ekofeminismu a posthumanismu. Článek popisuje, jak začíná být veganství oblastí zájmu současné kulturní teorie, protože se v animal studies zformovala subdisciplína o praxi veganství. Veganství se zakládá na představě neporušitelnosti práv zvířat a je tedy podporované humanistickými etickými rámci, od kterých se ale mainstreamová animal studies posunují směrem k posthumanismu. Publikace z roku 2014 (jejímiž autory jsou Nick Taylor a Richard Twine), The Rise of Critical Animal Studies (Vzestup critical animal studies) podrobně zkoumala veganství a ještě téhož roku seminář na Univerzitě v Yorku, nazvaný "Vegan Theory event," diskutoval o "rychle se rozvíjející veganské teorii".
Dle Emilie Quinn a Benjamina Westwooda vstup veganství do akademie započal roku 2010, poté, co Breeze Harper vydala svou kolekci Sistah Vegan. Harperová uvedla, že kritická studia rasy a veg*nská studia se protínají. Ve webovém projektu The Sistah Vegan Project se pokusila o aplikaci kritické teorie rasy a černé feministické teorie na veganská studia v USA. Ve stejném roce vydal Journal for Critical Animal Studies edici věnovanou perspektivám žen jiné než bílé barvy, které dosud ve výzkumu zcela chyběly.

### Veganská studia
Veganská studia jako nový akademický obor navrhla v říjnu roku 2015 Laura Wright, profesorka angličtiny na Univerzitě v Západní Karolíně v knize The Vegan Studies Project: Food, Animals, and Gender in the Age of Terror. Tato kniha bývá popisována jako první akademická monografie humanitních věd, zaměřená na veganství. Laura Wright k ní dospěla přes svou doktorskou práci o knihách Disgrace (česky Hanebnost) a The Lives of Animals od Johna Maxwella Coetzee. Byla také ovlivněna Sexuální politikou masa. Wright rámcuje veganská studia jako inherentně ekofeministická.
Roku 2016 začal francouzský akademik Renan Larue, autor knihy Le végératisme et ses ennemis: Vingt-cinq siècles de débats (2015) učit kurz veganských studií na Kalifornské univerzitě v Santa Barbaře. Jednalo se o první takový kurz v USA. Kurz zkoumal zvířecí etiku, pathocentrismus, koncept karnismu psycholožky Melanie Joy, Singerovo utilitariánství, Reganův a Francionův právní přístup k etice, ekofeminismus Marti Kheel, etiku Carol Adams.
V květnu 2016 Quinn a Westwood zorganizovali konferenci na Wolfson College, nazvanou Towards a Vegan Theory, na které přednášela také Laura Wright.
Dále kurzy veganských studií vyučují Kathryn Kirkpatrick (která je známá především svou prací o lokavorismu) na Appalachian State University a Thomas Aiello, profesor historie na Valdosta State University. Aiello se zabývá především kulturní historií dvacátého století, ve které se zaměřuje na události související se zvířaty v USA. Dělá literární analýzy vztahů lidí a zvířat v literatuře a filmu – reprezentační sémiotiku, která utvářela názory (nebo jejich absenci) o různých zvířatech.

## Charakteristiky

### Pohledy
Melanie Joy a Jens Tuider roku 2016 nazvali veganská studia "oborem, jehož čas nastal". Veganská studia ustanovují veganství jako akademické téma, shromažďují výzkum týkající se veganství, historie veganství a karnismu, zkoumají etickou, politickou a kulturní bázi veganství a jeho dopady. Zkoumají také, jak je veganská identita prezentována v literatuře, umění, filmu, populární kultuře, reklamě a médiích. Adams napsala v předmluvě k The Vegan Studies Project: Food, Animals, and Gender in the Age of Terror, že veganská studia zkoumají vegafóbii, odmítání veganství, neveganské vegany, problematické "hegany" (termín vzniklý roku 2010 na Boston Globes, označuje muže, kteří během života jedli mnoho masa a později proto trpěli zdravotními problémy, pročež se stali vegany), feministické vegany a vegany, kteří jsou aktivní za zvířata. Dle jiného popisu veganská studia zvýrazňují opoziční roli, kterou hraje veganství vůči ideologiím, které legitimizují opresi.
Dle Laury Wright jsou veganská studia prožívanou a vtělenou etikou, která poskytuje nový náhled na ekokritickou textovou analýzu. Akademici veganských studií se dívají na texty intersekčním pohledem veganství, aby zkoumali vztah lidí k jejich zdrojům potravy a jejich vztah k životnímu prostředí. Veganské tělo a veganská identita podle ní představují performativní projekt a entitu ve stavu neustálé proměny.
Laura Wright uvádí jako příklad analýzy skrze pohled veganských studií článek od Caitlin Stobie o knize Vegetariánka (kniha vyhrála Mezinárodní Man Bookerovu Cenu) od jihokorejské autorky Han Kang. "Než aby Stobie četla snahu hlavní hrdinky Jonghje (vyhýbání se masu až do bodu hladovění, kdy se ji její rodina snaží donutit maso jíst) jako výsledek mentální poruchy, čte ji jako posthumanistickou performanci veganské praxe v závislosti na nevyslovitelném traumatu a touze po intersekcionálním a mezidruhovém spojení."
Další příklad uvádí ve své kolekci Quinn a Westwood. Jedná se o analýzu Sary Salih, "tři scény selhání svědectví." Mezi scény patří ta, kdy Salih v pláči opustila formální oběd, na kterém bylo servírováno kuře, ta, kdy ona a další lidé stáli a pozorovali (bez zamyšlení, jak to tehdy vnímala) pracovníky jatek, jak používali elektrické šoky k popohánění prasat ven z nákladního auta. Dle Salih existuje etický smysl pozorování takových aktů. Svědectví před jatkami byl performativní – ilegální – akt, směřovaný na pracovníky jatek. Ve stejné době, kdy si Salih kladla tyto otázky, krmila svých sedm koček standardním jídlem pro kočky a zeptala se "proč?" Derridy, který psal o své kočce v knize The Animal That Therefore I Am (viz Derridova kočka): "proč jste se obrátil raději k tomuto zvířeti než k jiným?" Salih přemítá, že rozsah utrpení nám znemožňuje pochopit, že se nacházíme v přítomnosti smrti, když krmíme kočku. "Podívejte se zblízka na svou misku, nebo sousedovu misku, nebo kočičí misku, staňte se svědky, a pak posuďte, zda současné normy logiky a racionality mají nějakou morální validitu.

### Vztah k animal studies
Almiron, Cole a Freeman píší, že veganská studia a critical animal studies sdílí společné kořeny jako "příbuzná odvětví v evoluci kritických přístupů k lidské nadvládě". Wright vidí veganská studia jako pouze informovaná, ale odlišná od animal studies, včetně critical animal studies. Podle Larueho jsou veganská studia současně užší a širší než animal studies. Jsou na intersekci s critical animal studies, ale zahrnují disciplíny jako environmentální studia a výživu, které hrají roli ve způsobu, jakým je v posledních desetiletích a dnes veganství vnímáno, propagováno a kritizováno.
Dle Alexe Lockwooda z Univerzity v Sunderlandu veganská studia nabízejí "radikální a koherentnější způsob zajištění toho, že bude během zkoumání toho, jak diskurz formuje moc, brána v potaz perspektiva všech bytostí". Jsou spojena s žitou politikou empatie a péče.